# Sacamecate
Sacamecate är en ort i Mexiko.   Den ligger i kommunen San Ignacio Cerro Gordo och delstaten Jalisco, i den centrala delen av landet, 400 km väster om huvudstaden Mexico City. Sacamecate ligger 2 061 meter över havet och antalet invånare är 375.
Terrängen runt Sacamecate är platt åt nordost, men åt sydväst är den kuperad. Runt Sacamecate är det ganska tätbefolkat, med 72 invånare per kvadratkilometer. Närmaste större samhälle är Arandas, 15,1 km öster om Sacamecate. I omgivningarna runt Sacamecate växer huvudsakligen savannskog.